# Hypocaccus kincaidi
Hypocaccus kincaidi är en skalbaggsart som beskrevs av Mcgrath och Hatch 1941. Hypocaccus kincaidi ingår i släktet Hypocaccus och familjen stumpbaggar. Inga underarter finns listade i Catalogue of Life.